# Dibunus longipalpis
Dibunus longipalpis is een hooiwagen uit de familie Epedanidae.